# 班圖人

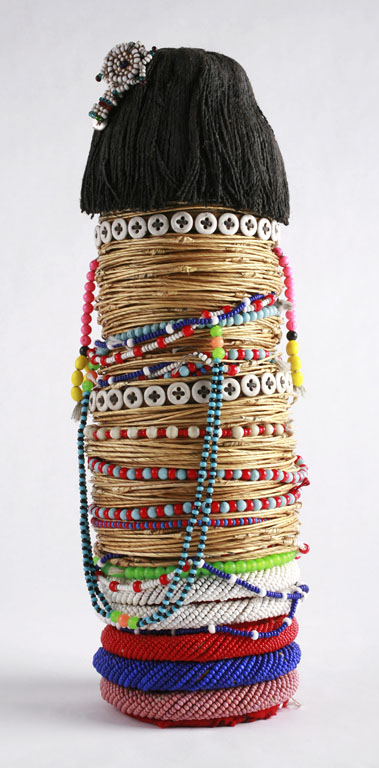
一个班图串珠娃娃在印第安纳波利斯儿童博物馆永久收藏。

班圖人（英語：Bantu）是撒哈拉以南、非洲中部、東部至非洲南部300–600個非洲族裔的統稱。他們承襲共同的班圖語言體系和文化。在很多班圖語言中，「班圖」就是「人」的意思。

## 起源與擴張
他们最早生活在現代喀麥隆和尼日利亚東部，主要的經濟活動包括养牛、種山藥、煉鐵。在約三千年前，他们在西非佔多数，然后南下排挤了俾格米人与布希曼人，在大约公元300年到达南非。